# Орзи (Пистоја)
Орзи је насеље у Италији у округу Пистоја, региону Тоскана.
Према процени из 2011. у насељу је живело 63 становника. Насеље се налази на надморској висини од 20 м.